# Fly (альбом Дзуккеро)
«Fly» — п'ятнадцятий альбом del італійського співака Дзуккеро, який вийшов 2006 року.
Після міжнародного успіху дуетного альбому «Zu & Co.» і п'ять років після виходу останнього альбому раніше невиданих пісень «Shake», Дзуккеро вибрав історичний палац «Ка Вендрамін Калерджі» для презентації альбому «Fly» (підзаголовок — «Come possiamo volare con le aquile se siamo contornati da tacchini»), записаний та зведений у Голлівуді та спродюсований Доном Уозом.
Альбом вийшов після таких пісень, як «Bacco perbacco» та «Cuba libre» й перевищив 2 мільйони проданих копій.

## Список композицій
1. «Bacco perbacco» (слова: Дзуккеро, музика: Дзуккеро, Робікс) - 3:57
2. «Un kilo» (слова й музика: Дзуеккеро) - 3:33
3. «Occhi» (слова й музика: Дзуккеро) - 3:39[1]
4. «Quanti anni ho» (слова: Дзуккеро, музика: Дзуккеро, Канконьї, Макс Марколіні) - 4:03[2][3]
5. «Cuba libre» (слова й музика: Дзуккеро) - 3:33
6. «È delicato» (слова: Дзуккеро, Івано Фоссаті - музика: Дзуккеро, Маттей, К'єза) - 3:33[3]
7. «L'amore è nell'aria» (слова: Дзуккеро, музика: Г. Ніколас) - 3:37
8. «Pronto» (слова й музика: Дзуккеро) - 3:59
9. «Let It Shine» (слова: Дзуккеро, Робікс, музика: Робікс) - 4:32[4]
10. «Troppa fedeltà» (Слова: Дзуккеро, Джованотті, музика: Дзуккеро) - 4:02[5]
11. «E di grazia plena» (Слова й музика: Дзуккеро) 3:17

## Інші видання альбому
В треклісті міжнародного видання немає пісні «E di grazia plena», яка замінена трьома бонус-треками: «Nel così blu», кавер пісні «A Salty Dog» гурту Procol Harum, «Flying away» («Occhi») та «Shine» («Let it Shine»).
В іспанському ж виданні є латиноамериканські версії пісень «Cuba libre», «Pronto» та «Bacco perbacco».

## Склад
- Дзуккеро — вокал, електрична гітара, акустична гітара, електричне фортепіано Вурліцера, орган, фортепіано, електричне фортепіано, Меллотрон, флейта, орган Гаммонда, бас-гітара, ударні (на треках «Troppa fedeltà» та «E di grazia plena»)
- Ренді Джексон — бас-гітара
- Піно Палладіно — бас-гітара
- Деві Фаррахер — бас-гітара (на треку «Occhi»)
- Пол Башнелл — бас (на треку «Quanti anni ho»)
- Матт Чемберлейн — ударні
- Емір Томпсон — ударні
- Кенні Еронофф — ударні (на треках «Quanti anni ho» та «È delicato»)
- Ленні Кастро — ударні
- Водді Вохтел — електрична гітара (на треку «Un kilo»)
- Грег Ліс — слайд-гітара
- Тім Пірс — електрична гітара, акустична гітара
- Майкл Ландау — тремоло, електрична гітара, акустична гітара
- Кріш Шарма — ситара
- Джеймі Мухоберак — тамбура, клавішні, віолончель
- Брайан Аугер — фортепіано
- Робікс — програмування, аранжування
- Патрік Воррен — арки
- Макс Марколіні — акустична гітара, соло-гітара (на треку «Cuba libre»), віолончель
- Міно Верньягі — бек-вокал
- Ірене Форначарі — бек—вокал
- Сара Грімальді — бек-вокал
- Ченс — бек-вокал

## Чарти

### Найвищі позиції
| Країна             | Позиція |
| ------------------ | ------- |
| Італія             | 1       |
| Швейцарія          | 1       |
| Австрія            | 3       |
| Європа             | 8       |
| Греція             | 9       |
| Німеччина          | 23      |
| Нідерланди         | 29      |
| Бельгія (Валлонія) | 40      |
| Бельгія (Фландрія) | 48      |
| Франція            | 68      |
| Іспанія            | 82      |

### Італійський чарт
| Італійський чарт альбомів | Італійський чарт альбомів | Італійський чарт альбомів | Італійський чарт альбомів | Італійський чарт альбомів | Італійський чарт альбомів | Італійський чарт альбомів | Італійський чарт альбомів | Італійський чарт альбомів | Італійський чарт альбомів | Італійський чарт альбомів | Італійський чарт альбомів | Італійський чарт альбомів | Італійський чарт альбомів | Італійський чарт альбомів | Італійський чарт альбомів | Італійський чарт альбомів | Італійський чарт альбомів | Італійський чарт альбомів | Італійський чарт альбомів | Італійський чарт альбомів | Італійський чарт альбомів | Італійський чарт альбомів | Італійський чарт альбомів | Італійський чарт альбомів | Італійський чарт альбомів | Італійський чарт альбомів | Італійський чарт альбомів | Італійський чарт альбомів | Італійський чарт альбомів | Італійський чарт альбомів | Італійський чарт альбомів | Італійський чарт альбомів | Італійський чарт альбомів | Італійський чарт альбомів | Італійський чарт альбомів | Італійський чарт альбомів | Італійський чарт альбомів | Італійський чарт альбомів | Італійський чарт альбомів | Італійський чарт альбомів | Італійський чарт альбомів | Італійський чарт альбомів | Італійський чарт альбомів | Італійський чарт альбомів | Італійський чарт альбомів |
| Тиждень                   | 01                        | 02                        | 03                        | 04                        | 05                        | 06                        | 07                        | 08                        | 09                        | 10                        | 11                        | 12                        | 13                        | 14                        | 15                        | 16                        | 17                        | 18                        | 19                        | 20                        | 21                        | 22                        | 23                        | 24                        | 25                        | 26                        | 27                        | 28                        | 29                        | 30                        | 31                        | 32                        | 33                        | 34                        | 35                        | 36                        | 37                        | 38                        | 39                        | 40                        | 41                        | 42                        | 43                        | 44                        | 45                        |
| ------------------------- | ------------------------- | ------------------------- | ------------------------- | ------------------------- | ------------------------- | ------------------------- | ------------------------- | ------------------------- | ------------------------- | ------------------------- | ------------------------- | ------------------------- | ------------------------- | ------------------------- | ------------------------- | ------------------------- | ------------------------- | ------------------------- | ------------------------- | ------------------------- | ------------------------- | ------------------------- | ------------------------- | ------------------------- | ------------------------- | ------------------------- | ------------------------- | ------------------------- | ------------------------- | ------------------------- | ------------------------- | ------------------------- | ------------------------- | ------------------------- | ------------------------- | ------------------------- | ------------------------- | ------------------------- | ------------------------- | ------------------------- | ------------------------- | ------------------------- | ------------------------- | ------------------------- | ------------------------- |
| Позиція                   | 1                         | 1                         | 1                         | 1                         | 3                         | 4                         | 4                         | 8                         | 12                        | 9                         | 10                        | 7                         | 7                         | 6                         | 7                         | 7                         | 6                         | 5                         | 7                         | 7                         | 9                         | 13                        | 14                        | 12                        | 11                        | 12                        | 9                         | 13                        | 11                        | 13                        | 15                        | 18                        | 14                        | 8                         | 10                        | 15                        | 20                        | 17                        | 17                        | 15                        | 19                        | 15                        | 15                        | 20                        | 14                        |